# Carine Adriaenssen
Carine Adriaenssen is een Belgisch voormalig bowler.

## Levensloop
Adriaenssen behoorde tot het 'team of six' (voorts samengesteld uit Jacqueline Coudère, Nora Haveneers, May Lenaerts, Nicole Maes en Pats Pauwels) dat zilver won op de Europese kampioenschappen van 1977 te Helsinki.